# 纳迪娅·穆拉德
纳迪娅·穆拉德·巴西·塔哈（轉寫：Nadiye Murad Basî Teha，1993年3月10日—），伊拉克雅兹迪人权活动人士，2018年诺贝尔和平奖得主。

## 经历
2014年8月，21岁的穆拉德与其他数千名雅兹迪妇女一起被伊斯兰国囚禁，后遭到虐待并沦为性奴。 她的多位家人则被伊斯兰国杀害。同年11月，她成功逃离伊斯兰国的掌控，并最终前往德国斯图加特避难。
在此之后，穆拉德成为了一名人权活动人士。2016年9月，她被任命为首位联合国人口贩卖幸存者尊严亲善大使。同年10月，她先后获得了欧洲委员会瓦茨拉夫·哈维尔人权奖与欧洲议会萨哈罗夫奖。

## 个人生活
2018年8月，穆拉德与同为人权活动人士的阿比德·沙姆迪恩（Abid Shamdeen）订婚。